# Anton Weeren
Anton Weeren (Veenendaal, 1976) is een Nederlands componist, dirigent en trompettist.

## Opleiding
Weeren begon op 9-jarige leeftijd met trompetlessen bij Wim van Schaik en als trompettist in de Harmonie Caecilia Veenendaal. Vanaf 1996 studeerde hij aan het Rotterdams Conservatorium, bij Ad van Zon in het hoofdvak trompet. In 2001 behaalde hij cum laude zijn diploma. Vervolgens deed hij zijn Masterstudies aan het Koninklijk Conservatorium te Den Haag, waar hij in 2003 zijn Master behaalde. Tijdens zijn studie speelde hij onder andere in het Nationaal Jeugd Orkest. Eveneens volgde hij een vierjarige 1e fase harmonie- en fanfaredirectie-opleiding bij Jos van de Sijde en Jaap Koops, die hij in 2002 met succes afsloot. Het groot diploma hafa-directie (2e fase), waarvoor hij lessen volgde bij Carlo Balemans en Hans Leenders, behaalde hij in 2009-2010 door middel van twee recitals, waarvan het eerste met het Fanfare Korps Koninklijke Landmacht Bereden Wapens, en het tweede met de Mariniers Kapel der Koninklijke Marine, waar hij voor deze gelegenheid de première van zijn eerste Symfonie dirigeerde. Tijdens en na zijn studie volgde Anton op trompet veel masterclasses en lessen o.a. bij Bart van Lier, Jörgen van Rijen, Andre Heuvelman, Hans van Loenen, Frits Damrow en George Wiegel.

## Werkzaamheden
Als trompettist speelde hij onder andere met het Nederlands Blazers Ensemble, het Orkest de Volharding, het Rotterdams Philharmonisch Orkest, de Koninklijke Militaire Kapel "Johan Willem Friso", de Amsterdam Sinfonietta en de Marinierskapel der Koninklijke Marine. Op dit moment speelt hij in de David Kweksilber Big Band en met de organist Jan Hage vormt hij een duo en verzorgt regelmatig concerten. Momenteel is hij dirigent van het Rotterdams Symfonisch Blaasorkest en Harmonie Caecillia uit Veenendaal.
Als componist en arrangeur (Manfred Schneider: Poem a la Carte Ruud Bos: Villa Volta; Ruud Bos: Fata Morgana) is hij autodidact en schrijft hij werken voor harmonie- en fanfareorkesten of brassbands maar ook voor koren en kamermuziek. In 1998 bereikte hij met zijn werk: Bolerow als enige Nederlander de finale van de compositiewedstrijd uitgeschreven door de European Brass Band Association. Sinds 2007 volgt hij incidenteel compositielessen bij Oscar van Dillen.

## Composities

### Werken voor harmonie- en fanfareorkesten en brassbands
- 1998 Bolerow, voor brassband
- 1999 Intrada voor 't Veen, voor harmonieorkest
- 2000 Fantasie 2000, voor brassband
- 2001 Circels, voor fanfareorkest
- 2004 Off Day, voor brassband (of fanfareorkest)
- 2004 Funn for Brass, voor brassband
- 2007 Steelworks, voor fanfareorkest
- 2009 Symfonie nr. 1 "Rotterdam Skyline", voor harmonieorkest
- 2010 Spiritus Vita, voor brassband (of fanfareorkest)
- 2011 Guida dell'anima, concerto voor elektrisch gitaar en harmonieorkest

### Kamermuziek
- 1997 Crayzy think, voor saxofoonkwartet
- 1998 Can't stop getting crayzy, voor klarinet kwartet
- 2002 3 voor 4, kwartet voor 4 trompetten (of eufoniums)
- 2002 Fanfare for the common war, voor blazersensemble en film
- 2003 Soundscapes, voor bugel, basklarinet en vibrafoon
- 2003 Nocturne, voor klarinet en piano
- 2008 Intrada voor een afscheid, voor trompet solo
- 2009 Dirty Stuff, voor trompet en geluidsband
- 2010 Don Quichottisme, voor trompet en orgel
- 2010 Preludium No 1, voor piano